# Rivière Lepellé
Der Rivière Lepellé ist ein linker Nebenfluss des Rivière Arnaud auf der Ungava-Halbinsel im Norden der kanadischen Provinz Québec.

## Flusslauf
Der Rivière Lepellé bildet den Abfluss eines Seensystems bestehend aus Lac Headwind, Lac Calme, Lac Klotz und Lac Nalluajuk. Gemessen vom westlichen Seeende des Lac Headwind beträgt die Gesamtflusslänge 175 km.
Der Rivière Lepellé fließt unterhalb des Lac Nalluajuk, dem östlichsten See der Seengruppe, noch 32 km in ostsüdöstlicher Richtung und 61 km in südsüdöstlicher Richtung. Er nimmt noch bei Flusskilometer 39 den rechten Nebenfluss Rivière Groust auf. Der Rivière Lepellé mündet schließlich in den von Südwesten heranströmenden Rivière Arnaud. Dieser fließt im Anschluss nach Osten. Am Pegel unterhalb der Einmündung des Rivière Groust beträgt der mittlere Abfluss 147 m³/s.
Der Fluss trug früher den Namen Rivière Payne Nord (engl. North Payne River).